# Onsi Sawiris
Onsi Sawiris, né le 14 août 1930 en Égypte et mort le 29 juin 2021, est un milliardaire et homme d’affaires égyptien. Il est le fondateur d’Orascom. Il figure dans le classement de Forbes du top 50 des fortunes en Afrique, avec un capital évalué à 1,3 milliard de dollars. Il est le père de Naguib Sawiris, Sameh Sawiris et de Nassef Sawiris.  

## Carrière
Fils d’avocat, il détient un baccalauréat en ingénierie de l'université du Caire.
En 1950, il lance sa première société de BTP spécialisée dans la construction de routes et de canaux. L’entreprise est nationalisée en 1961 par Gamal Abdel Nasser et renommée El Nasr Civil Works Company. Après la nationalisation de sa société, il quitte l’Égypte pour lancer d’autres projets de constructions en Libye,.
En 1976, Onsi Sawiris crée l’entreprise Orascom constructions et industries avec cinq employés.
Son entreprise évolue pour devenir un conglomérat, qui œuvre dans le domaine de la construction, du tourisme, de la technologie et de la télécommunication. Ses fils sont à la tête des différents domaines d’activités du conglomérat,.